# Петріашвілі Гурам Амбросійович
Гурам Амбросійович Петріашвілі (груз. გურამ აბროსიმის ძე პეტრიაშვილი; 8 березня 1941, Зестафоні, Грузинська РСР, СРСР — 18 лютого 2002) — радянський і грузинський футболіст. Захисник тбіліського «Динамо». Майстер спорту СРСР (1962).

## Біографія
Вихованець юнацької команди «Металург» (Зестафоні). У 1957—1960 роках грав у клубній команді «Металурга».
З 1961 року виступав у складі «Динамо» (Тбілісі). З липня 1965 і до кінця року — в «Торпедо» (Кутаїсі), потім повернувся до Тбілісі, де грав аж до 1973 року.
У вищій лізі провів 281 гру, забив 13 м'ячів. В єврокубках — дві гри (проти «Твенте» у 1972 році).
У 2002 році трагічно загинув, будучи збитим автомобілем. Його син Давид Петріашвілі, відомий в минулому грузинський футболіст, менеджер УЄФА по зв'язках з національними футбольними федераціями, 21 грудня 2015 року також загинув у ДТП через збиття поліцейським автомобілем.

## Досягнення
- Чемпіон СРСР: 1964
- Бронзовий призер чемпіонату СРСР: 1967, 1969, 1971 і 1972